# Стјепан Павлић
Стјепан Павлић Пипо (Прибинић, код Теслића, 16. април 1916 — Подгора, изнад Макарске, 3. септембар 1942), учесник Народноослободилачке борбе и народни херој Југославије.

## Биографија
Рођен је 16. априла 1916. године у селу Прибинићу, код Теслића. После завршетка основне школе отишао је на даље школовање у Бањалуку. Као ученик Техничке школе придружио се омладинском револуционарном покрету и касније био члан Клуба академичара Бањалуке. Био је члан Савеза комунистичке омладине Југославије (СКОЈ), а од 1941. и Комунистичке партије Југославије (КПЈ). 
После окупације Краљевине Југославије и проглашења усташке Независне Држеве Хрватске, 1941. године, почело је хапшење комуниста и свих других противника усташког режима. Под удар усташке власти тада је дошао и Клуб академичара, па се Стјепан, као његов члан морао повући из Бањалуке, да не би био ухапшен. Отишао је у Макарску, где се запослио као техничар. По доласку у Макарску, ступио је у контак с партијском организацијом и прикључио се припремама оружаног устанка у Далмацији. 
Крајем 1941. године ступио је партизански одред који је деловао на планини Биокову и био политички делегат вода. У једној борби против усташа на Биокову, био је тешко рањен. Пошто је остао без руке, било му је потребно лечење, па је средином 1942. године пошао из села Грченика, на Биокову, у село Крај, код Подгоре, где се налазила партизанска амбуланта. 
После опоравка, политички је деловао по селима око Подгоре. У време италијанске офанзиве на Биокову, није било могућности за евакуацију рањеника, па су они (њих око 40), по одлуци партијског руководства, били смештени у склоништа или по селима, код партизанских симпатизера. За време офанзиве Италијани су успели да открију склониште у ком се Стјепан налазио са још четири тешка рањеника. Они су ухапшени и одведени у италијанску команду у Подгори. Пошто су знали да се у околини Подгоре налази још склоништа с рањеницима, захтевали су од Стјепана и његових другова да их открију. И поред тешког мучења које су применили Италијани и усташе, Стјепан и његови другови нису открили друга склоништа, па су због тога осуђени на смрт. Стрељани су 3. септембра 1942. године у Подгори. 
Указом председника Федеративне Народне Републике Југославије Јосипа Броза Тита, 27. новембра 1953. године, проглашен је за народног хероја.